# Енбекшиказахский район
Енбекшиказахский район (каз. Еңбекшіқазақ ауданы/Eñbekşıqazaq audany) — административная единица на юге Алматинской области Казахстана. Административный центр — город Есик.

## География
Рельеф территории района на юге, востоке и юго-востоке горный (гора Караш в хребте Заилийское Алатау, горы Бакай, Сарытау, Согети, Торайгыр), на севере — равнинный (Илийская впадина). Самая высокая точка гора Саз (4241 м) на юго-западе покрыта вечными снегами и ледниками. Поверхность имеет уклон к Капчагайскому водохранилищу.
Климат района резко континентальный. Зима мягкая, лето жаркое. Средние температуры января −6 до −10°С; июля 20—24°С. Количество атмосферных осадков на равнине 200—400 мм в среднем в год, на горных склонах 550—700 мм.
Протекают река Иссык, Турген, Киикбай, Шолак, Шыбыкты, Белшабдар, Каратурык, Лаварсаз, Асы и Шилик. Территорию района с востока на запад пересекает оросительный канал Улькен Алматы (Большой Алматинский канал им. Д. Кунаева). В горах небольшие мореные озёра (Есик, Жасылкол и др.). На реках сооружены малые ГЭС. На склонах гор Таутургенские и Корамские минеральные источники.
Равнинная часть занята зоной полупустынь с серозёмными почвами. Растут баялыч, полынь, чий и др. В горах вертикальная зональность: горные степи с злаковой и разнотравной растительностью с высотой сменяются лесами и альпийскими лугами. Растут урюк, дикая яблоня, полынь, чий, таволга, в горах — ель, сосна. Обитают бурый медведь, волк, лисица, горный козёл, косуля, барсук, сурок, водятся фазан и другие птицы, в водоёмах — сазан, форель и другие рыбы.
На территории района находится часть Иле-Алатауского государственного национального природного парка площадью 63,5 тыс. га, Алматинский заповедник, Иссыкский курган, заказник Шынтурген (889 га).

## История
Образован в 1928 году под названием Сюгатинский район. В 1929 году переименован в Энбекши-Казакский район. Районный центр — село Кара-Кемир (ныне Каракемер), с 1932 года - станица Иссыкская (ныне город Есик).
4 мая 1993 года Постановлением Президиума Верховного Совета Казахстана транскрипция названия Энбекшиказахский район на русском языке была изменена на Енбекшиказахский район.
23 мая 1997 года Указом Президента Казахстана был упразднён Чиликский район, территория которого вошла в состав Енбекшиказахского района.

## Население
Национальный состав Енбекшиказахского района (по переписи 1939 года).
| Национальность / район (населенный пункт)                                              | Численность | Численность   | Численность |
| Национальность / район (населенный пункт)                                              | весь район  | с. Иссык (рц) | прочие села |
| Всего                                                                                  | 34.471      | 7.161         | 27.310      |
| Русские                                                                                | 15.991      | 4.630         | 11.361      |
| Казахи                                                                                 | 9.615       | 1.431         | 8.184       |
| Уйгуры                                                                                 | 3.622       | 54            | 3.568       |
| Украинцы                                                                               | 1.614       | 466           | 1.148       |
| Немцы                                                                                  | 1.181       | 212           | 969         |
| Поляки                                                                                 | 647         |               | 647         |
| Белорусы                                                                               | 402         | 16            | 386         |
| Корейцы                                                                                | 276         | 32            | 244         |
| Татары                                                                                 | 232         | 93            | 139         |
| Прочие (для областей, где население распределено ТОЛЬКО по НЕСКОЛЬКИМ национальностям) | 1538        | 227           | 1311        |

Национальный состав Енбекшиказахского района (на начало 2019 года):
- казахи — 172 760 чел. (57,50 %)
- уйгуры — 53 072 чел. (17,67 %)
- русские — 39 518 чел. (13,15 %)
- турки — 14 423 чел. (4,80 %)
- азербайджанцы — 4 406 чел. (1,47 %)
- курды — 3 772 чел. (1,26 %)
- татары — 1 696 чел. (0,56 %)
- чеченцы — 1 656 чел. (0,55 %)
- киргизы — 1 498 чел. (0,50 %)
- немцы — 1 338 чел. (0,45 %)
- узбеки — 1 167 чел. (0,39 %)
- корейцы — 1 133 чел. (0,38 %)
- греки — 674 чел. (0,22 %)
- украинцы — 666 чел. (0,22 %)
- поляки — 374 чел. (0,12 %)
- другие — 2 274 чел. (0,76 %)
- Всего — 300 427 чел. (100,00 %)

## Административно-территориальное деление
Административно-территориальное деление района:
| №  | Сельский округ/город                | Население, чел. (2009) | Населённые пункты                                                                                    |
| -- | ----------------------------------- | ---------------------- | --- |
| 1  | Есикская городская администрация    | 34 355                 | город Есик                                                                                           |
| 2  | Аватский сельский округ             | 5670                   | село Ават                                                                                            |
| 3  | Акшийский сельский округ            | 6421                   | село Акши, село Казатком, село Кайрат, село Сазы                                                     |
| 4  | Асинский сельский округ             | 9047                   | село Асы-Сага, село Дихан, село Жанашаруа, село Кайрат, село Кызылшарык, село Сарытау, село Таусугур |
| 5  | Байтерекский сельский округ         | 13 541                 | село Алга, село Байтерек, село Койшибек                                                              |
| 6  | Балтабайский сельский округ         | 8510                   | село Акбастау, село Актогай, село Балтабай, село Бирлик, село Енбек, село Куш, село Орнек            |
| 7  | Болекский сельский округ            | 7861                   | село Аймен, село Болек, село Карасай                                                                 |
| 8  | Евгенемаловодненский сельский округ | 9802                   | село Байдибек бия                                                                                    |
| 9  | Жанашарский сельский округ          | 6673                   | село Базаркельды, село Жанашар, село Космос                                                          |
| 10 | Коктобинский сельский округ         | 12 137                 | село Алмалы, село Коктобе, село Совет, село Толе би                                                  |
| 11 | Казахстанский сельский округ        | 8150                   | село Ащибулак, село Казахстан, село им. Ж.Кайыпова                                                   |
| 12 | Каражотинский сельский округ        | 6692                   | село Актоган, село Каражота, село Сарыбулак                                                          |
| 13 | Каракемерский сельский округ        | 6513                   | село Каракемер, село Сатай, село Талдыбулак                                                          |
| 14 | Каратурыкский сельский округ        | 12 693                 | село Ащисай, село Достык, село Каратурык, село Лавар, село Меллиоратор, село Таукаратурык            |
| 15 | Корамский сельский округ            | 5979                   | село Корам                                                                                           |
| 16 | Кырбалтабайский сельский округ      | 4998                   | село Акжал, село Екпинди, село Кайнар, село Кырбалтабай, село Шалкар                                 |
| 17 | Малыбайский сельский округ          | 5198                   | село Малыбай                                                                                         |
| 18 | Масакский сельский округ            | 5309                   | село Масак, село Нурлы                                                                               |
| 19 | Нуринский сельский округ            | 4176                   | село Кокпек, село Нура                                                                               |
| 20 | Октябрьский сельский округ          | 7720                   | село Байсеит, село Хусаина Бижанова                                                                  |
| 21 | Рахатский сельский округ            | 19 032                 | село Азат, село Кайназар, село Красный Восток, село Рахат                                            |
| 22 | Саймасайский сельский округ         | 6303                   | село Амангельды, село Саймасай                                                                       |
| 23 | Ташкенсазский сельский округ        | 3794                   | село Баяндай, село Кульжинское, село Ташкенсаз                                                       |
| 24 | Тескенсуский сельский округ         | 6391                   | село Кольди, село Тескенсу, село Толкын                                                              |
| 25 | Тургенский сельский округ           | 12 781                 | село Таутургень, село Тургень                                                                        |
| 26 | Шелекский сельский округ            | 27 760                 | село Майское, село Тургайбаза, село Шелек                                                            |
|    | Всего                               | 257 506                | |

## Экономика
Ведётся добыча песка и других строительных материалов. Орошаемое и богарное земледелие: выращивают зерновые, плодово-ягодные культуры, овощи, табак. Животноводство (овцеводство, скотоводство, коневодство, птицеводство). Предприятия по переработке сельскохозяйственных продуктов. В Енбекшиказахском районе работают крупные казахстанские и иностранные компании: «Фудмастер», «Филип Моррис Казахстан», Есикский винный завод и другие. По территории района проходят автомобильные дороги Алматы — Нарынкол, Алматы — Жаркент.
Валовая продукция сельского хозяйства в 2002 году составила 12 366 млн тенге.
В 2024 году на Богутинском месторождении вольфрамовых руд, которое расположено в Енбекшиказахском районе, был введен в эксплуатацию современный горно-обогатительный комбинат. В проекте участвовали инвесторы из Китая.

## Главы
- Абдрахманов Керимтай Танатарович (2001 —— 25.01.2008) [16]
- Тойбаев Алихан Абдыханович (01.2008 — 2012)[17]
- Ыскак Бинали Абдыкапасулы (01.2012 — 30.06.2020)[18]
- Кашкимбаев Куанышбек Калиевич (02.07.2020 — 16.02.2021)[19]
- Жаканбаев Алибек Аскербекович (03.2021 — 02.2022)[20] Уак
- Султангазиев Куат Елеусизович (18.02.2022 — 11.06.2022)[21]
- Бидаев Айбек Дуйсембекович и.о. акима